# 11147 Delmas
11147 Delmas este un asteroid din centura principală de asteroizi.

## Descriere
11147 Delmas este un asteroid din centura principală de asteroizi. A fost descoperit pe 6 decembrie 1997 la Bédoin de Pierre Antonini (astronom). Asteroidul prezintă o orbită caracterizată de o semiaxă mare de 3,13 ua, o excentricitate de 0,14 și o înclinație de 7,4° în raport cu ecliptica.